# شبكة صغيرة
الشبكة الصغيرة (Microgrid) أو شبكة ماكرو أو الشبكة المصغرة هي مجموعة لامركزية من مصادر الكهرباء والأحمال التي تعمل بشكل طبيعي، ومتصلة ومتزامنة مع الشبكة التقليدية المتزامنة واسعة النطاق (شبكة ماكرو)، ولكنها قادرة على الانفصال عن الشبكة المترابطة والعمل بشكل مستقل في "وضع الجزيرة" "حسب ما تمليه الظروف الفنية أو الاقتصادية. وبهذه الطريقة، تعمل الشبكات الصغيرة على تحسين أمان الإمداد داخل خلية الشبكة الصغيرة، ويمكنها توفير طاقة الطوارئ، والتغيير بين أوضاع الجزيرة والوضع المتصل.
حالة استخدام أخرى هي التطبيق خارج الشبكة، ويسمى شبكة صغيرة مستقلة أو قائمة بذاتها أو معزولة. يتم تقديم هذه الشبكات الصغيرة بشكل أفضل من خلال مصادر الطاقة المحلية حيث يكون نقل الطاقة وتوزيعها من مصدر طاقة مركزي رئيسي بعيدًا جدًا ومكلفًا في التنفيذ. أنها توفر خيارًا لكهربة الريف في المناطق النائية وفي الجزر الجغرافية الأصغر. ككيان يمكن التحكم فيه، يمكن للشبكة الصغيرة أن تدمج بشكل فعال مصادر مختلفة للتوليد الموزع (DG)، وخاصة مصادر الطاقة المتجددة (RES).
يعتبر التحكم والحماية من الصعوبات التي تواجه الشبكات الصغيرة، حيث يجب إنشاء جميع الخدمات الإضافية لتثبيت النظام داخل الشبكة الصغيرة ويمكن أن تكون مستويات الدائرة القصيرة المنخفضة صعبة بالنسبة للتشغيل الانتقائي لأنظمة الحماية. من الميزات المهمة أيضًا توفير احتياجات طاقة مفيدة متعددة، مثل التدفئة والتبريد إلى جانب الكهرباء، لأن هذا يسمح باستبدال ناقل الطاقة وزيادة كفاءة الطاقة بسبب استخدام الحرارة المهدرة للتدفئة والماء الساخن المنزلي وأغراض التبريد (استخدام الطاقة عبر القطاعات).

## تعريف
تُعَرِّف مجموعة تبادل شبكة الماكرو التابعة لوزارة الطاقة الأمريكية الشبكة المصغرة بأنها مجموعة من الأحمال المترابطة وموارد الطاقة الموزعة (DERs) ضمن حدود كهربائية محددة بوضوح والتي تعمل ككيان واحد يمكن التحكم فيه فيما يتعلق بالشبكة. يمكن لشبكة شبكة ماكروالاتصال وفصلها عن الشبكة لتمكينها من العمل في وضع الاتصال أو وضع الجزيرة.
يصف مشروع بحثي تابع للاتحاد الأوروبي شبكة ميكروية بأنها تشتمل على أنظمة توزيع ذات جهد منخفض (LV) مع موارد طاقة موزعة (DERs) (توربينات دقيقة، وخلايا وقود، وخلايا ضوئية (PV، وما إلى ذلك)، وأجهزة تخزين الطاقة (بطاريات، حدافة تخزين الطاقة) نظام التخزين والأحمال المرنة. يمكن أن تعمل هذه الأنظمة إما متصلة أو منفصلة عن الشبكة الرئيسية. يمكن أن يوفر تشغيل المصادر الصغيرة في الشبكة فوائد لأداء النظام الكلي، إذا تمت إدارته وتنسيقه بكفاءة.
تعرف Electropedia الشبكة الصغيرة على أنها مجموعة من الأحمال المترابطة وموارد الطاقة الموزعة بحدود كهربائية محددة، والتي تشكل نظام طاقة كهربائية محليًا عند مستويات جهد التوزيع، مما يعني الجهد المنخفض والمتوسط حتى 35 كيلو فولت. تعمل هذه المجموعة من عُقد المستهلك والمنتِج المرتبطة ككيان واحد يمكن التحكم فيه وقادر على العمل إما في وضع متصل بالشبكة أو وضع الجزيرة.

## أنواع الشبكات الصغيرة

### بيئة الحرم الجامعي/الشبكات الصغيرة المؤسسية

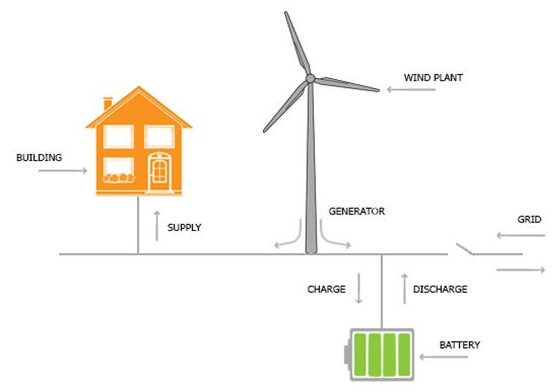
مخطط نموذجي لشبكة ميكروية كهربائية مع موارد طاقة متجددة في وضع متصل بالشبكة

ينصب تركيز الشبكات الصغيرة في الحرم الجامعي على تجميع الجيل الحالي في الموقع لدعم الأحمال المتعددة الموجودة في منطقة جغرافية ضيقة حيث يمكن للمالك إدارتها بسهولة.

### شبكات المجتمع الصغيرة
يمكن للشبكات الصغيرة المجتمعية أن تخدم آلاف العملاء وتدعم تغلغل الطاقة المحلية (الكهرباء والتدفئة والتبريد). في الشبكة الصغيرة للمجتمع، قد تحتوي بعض المنازل على بعض المصادر المتجددة التي يمكنها تلبية طلبهم وكذلك طلب جيرانهم داخل نفس المجتمع. قد تحتوي الشبكة الصغيرة للمجتمع أيضًا على مخازن طاقة مركزية أو موزعة متعددة. يمكن أن تكون هذه الشبكات الصغيرة في شكل شبكة ميكروية للتيار المتردد والتيار المستمر مقترنة ببعضها البعض من خلال محول إلكتروني ثنائي الاتجاه للطاقة.

### شبكات صغيرة بعيدة عن الشبكة
هذه الشبكات الصغيرة لا تتصل أبدًا بشبكة كهربائية، وبدلاً من ذلك تعمل في وضع الجزيرة في جميع الأوقات بسبب المشكلات الاقتصادية أو الموقع الجغرافي. عادةً ما يتم إنشاء شبكة صغيرة «خارج الشبكة» في مناطق بعيدة جدًا عن أي بنية تحتية للنقل والتوزيع، وبالتالي ليس لها اتصال بشبكة المرافق. لقد أظهرت الدراسات أن تشغيل منطقة نائية أو شبكات صغيرة خارج الشبكة للجزر، والتي تهيمن عليها مصادر متجددة، سيقلل من التكلفة الموحدة لإنتاج الكهرباء على مدى حياة مشاريع الشبكات الصغيرة هذه.
يمكن توفير مناطق نائية كبيرة بواسطة عدة شبكات صغيرة مستقلة، لكل منها مالك (مُشَغل) مختلف. على الرغم من أن هذه الشبكات الصغيرة مصممة تقليديًا لتكون مكتفية ذاتيًا من الطاقة، إلا أن مصادر طاقة متجددة متغيرة وتنوعاتها غير المتوقعة والحادة يمكن أن تسبب نقصًا غير متوقع في الطاقة أو توليدًا مفرطًا في تلك الشبكات الصغيرة. سيؤدي هذا على الفور إلى انحراف غير مقبول للجهد أو التردد في الشبكات الصغيرة. لمعالجة مثل هذه الحالات، من الممكن ربط مثل هذه الشبكات الصغيرة مؤقتًا بشبكة ميكروية مجاورة مناسبة لتبادل الطاقة وتحسين انحرافات الجهد والتردد. يمكن تحقيق ذلك من خلال مفتاح كهربائي قائم على إلكترونيات الطاقة بعد مزامنة مناسبة أو اتصال من الخلف إلى الخلف لمحولين إلكترونيين للطاقة وبعد التأكد من استقرار النظام الجديد. يمكن تحديد الحاجة إلى ربط الشبكات الصغيرة المجاورة وإيجاد الشبكة الصغيرة المناسبة للاقتران من خلال نهج التحسين أو اتخاذ القرار.

### شبكات صغيرة للقاعدة العسكرية
يتم نشر هذه الشبكات الصغيرة بشكل نشط مع التركيز على كل من الأمن المادي والسيبراني للمنشآت العسكرية من أجل ضمان قوة موثوقة دون الاعتماد على الشبكة الكبيرة.

### شبكات صغيرة تجارية وصناعية (C&I)
تنضج هذه الأنواع من الشبكات الصغيرة بسرعة في أمريكا الشمالية وشرق آسيا؛ ومع ذلك، فإن عدم وجود معايير معروفة لهذه الأنواع من الشبكات الصغيرة يحد منها على مستوى العالم. الأسباب الرئيسية لتركيب شبكة ميكروية صناعية هي أمن مزود الطاقة وموثوقيتها. هناك العديد من عمليات التصنيع التي قد يؤدي فيها انقطاع التيار الكهربائي إلى خسائر كبيرة في الإيرادات ووقت بدء طويل. يمكن تصميم الشبكات الصناعية الصغيرة لتزويد الاقتصاد الدائري (شبه) بعمليات صناعية خالية من الانبعاثات، ويمكن أن تدمج توليد الحرارة والطاقة (CHP)، التي يتم تغذيتها من قبل كل من المصادر المتجددة ومعالجة النفايات؛ يمكن استخدام تخزين الطاقة بالإضافة إلى ذلك لتحسين عمليات هذه الأنظمة الفرعية.

## طبولوجيا شبكات صغيرة
هناك حاجة إلى البنى لإدارة تدفق الطاقة من أنواع مختلفة من المصادر إلى الشبكة الكهربائية. وبالتالي، يمكن تصنيف الشبكة المصغرة إلى ثلاث طبولوجيا:

### الشبكة الصغيرة AC (التيار المتناوب)
يتم ربط مصادر الطاقة ذات إنتاج التيار المتردد بحافلة التيار المتردد من خلال محول التيار المتردد / التيار المتردد والذي سيحول التردد المتغير والجهد المتردد إلى شكل موجة التيار المتردد بتردد آخر عند جهد آخر. بينما تستخدم مصادر الطاقة ذات خرج التيار المستمر محولات التيار المستمر / التيار المتردد للاتصال بناقل التيار المتردد.

### الشبكة الصغيرة DC (التيارالمستمر)
في طوبولوجيا DC microgrid، يتم توصيل مصادر الطاقة ذات خرج التيار المستمر بحافلة DC مباشرة أو عن طريق محولات DC / DC. من ناحية أخرى، يتم توصيل مصادر الطاقة ذات خرج التيار المتردد بحافلة التيار المستمر من خلال محول التيار المتردد / التيار المتردد.

### الشبكة الصغيرة الهجينة
تحتوي الشبكة المصغرة الهجينة على طوبولوجيا لكل من إخراج التيار المتردد والتيار المستمر. بالإضافة إلى ذلك، يتم توصيل حافلات AC و DC ببعضها البعض من خلال محول ثنائي الاتجاه، مما يسمح بتدفق الطاقة في كلا الاتجاهين بين الناقلين.

## المكونات الأساسية في الشبكة الصغيرة

### المركز الأساسي في الشبكة الصغيرة

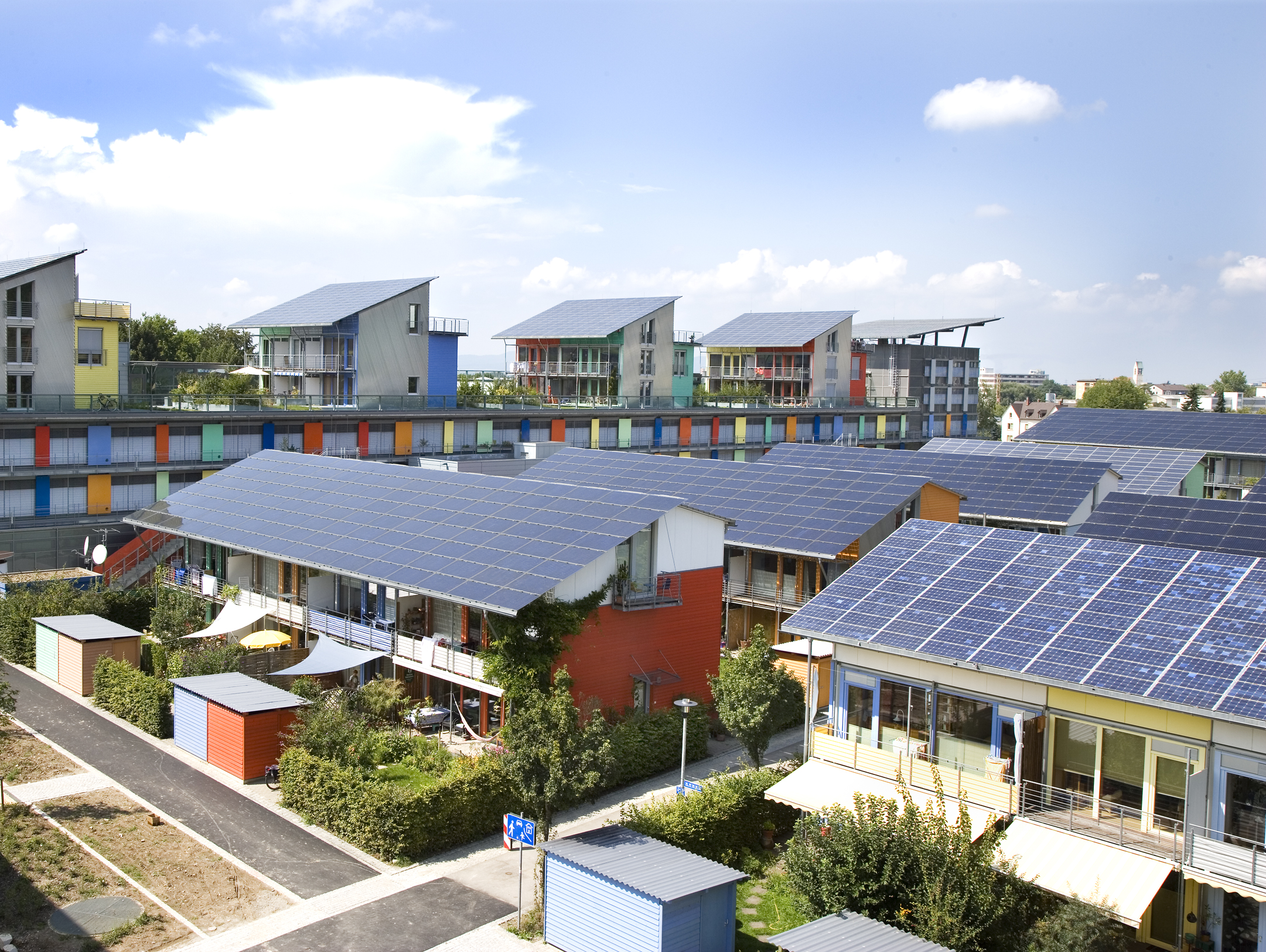
مجمع الطاقة الشمسية ، مشروع مجتمعي سكني مستدام في فرايبورغ ، ألمانيا.

تقدم الشبكة الصغيرة أنواعًا مختلفة من مصادر التوليد التي تغذي المستخدم بالكهرباء والتدفئة والتبريد. تنقسم هذه المصادر إلى مجموعتين رئيسيتين - مصادر الطاقة الحرارية (على سبيل المثال، الغاز الطبيعي أو مولدات الغاز الحيوي أو الحرارة والطاقة المدمجة الصغيرة) ومصادر توليد الطاقة المتجددة (مثل توربينات الرياح والطاقة الشمسية).

### الاستهلاك
في الشبكة المصغرة، يشير الاستهلاك ببساطة إلى العناصر التي تستهلك الكهرباء والحرارة والتبريد، والتي تتراوح من أجهزة فردية إلى أنظمة الإضاءة والتدفئة في المباني والمراكز التجارية وما إلى ذلك. في حالة الأحمال التي يمكن التحكم فيها، يمكن تعديل استهلاك الكهرباء وفقًا لمطالب الشبكة.

### تخزين الطاقة
في microgrid، يكون تخزين الطاقة قادرًا على أداء وظائف متعددة، مثل ضمان جودة الطاقة، بما في ذلك تنظيم التردد والجهد، وتنعيم إخراج مصادر الطاقة المتجددة، وتوفير الطاقة الاحتياطية للنظام ولعب دور حاسم في تحسين التكلفة. وهي تشمل جميع التقنيات الكيميائية والكهربائية والضغطية والجاذبية والحدافة وتخزين الحرارة. عندما تتوفر مخازن طاقة متعددة ذات سعات مختلفة في شبكة ميكروية، فمن المفضل تنسيق الشحن والتفريغ بحيث لا يتم تفريغ تخزين الطاقة الأصغر بشكل أسرع من تلك ذات السعات الأكبر. في شبكة الماكرو، يكون تخزين الطاقة قادرًا على أداء وظائف متعددة، مثل ضمان جودة الطاقة، بما في ذلك تنظيم التردد والجهد، وتنعيم إخراج مصادر الطاقة المتجددة، وتوفير الطاقة الاحتياطية للنظام ولعب دور حاسم في تحسين التكلفة. وهي تشمل جميع التقنيات الكيميائية والكهربائية والضغطية والجاذبية والحدافة وتخزين الحرارة. عندما تتوفر مخازن طاقة متعددة ذات سعات مختلفة في شبكة ميكروية، فمن المفضل تنسيق الشحن والتفريغ بحيث لا يتم تفريغ تخزين الطاقة الأصغر بشكل أسرع من تلك ذات السعات الأكبر. وبالمثل، يُفضل ألا يتم شحن البطارية الأصغر حجمًا بالكامل قبل أصحاب السعات الأكبر. يمكن تحقيق ذلك من خلال التحكم المنسق في تخزين الطاقة بناءً على حالة الشحن الخاصة بهم. إذا تم استخدام أنظمة تخزين طاقة متعددة (ربما تعمل على تقنيات مختلفة) ويتم التحكم فيها بواسطة وحدة إشراف فريدة (نظام إدارة الطاقة - EMS)، يمكن أن يضمن التحكم الهرمي القائم على بنية رئيسية / تابعة أفضل العمليات، لا سيما في وضع الجزيرة.

### نقطة التوصيل المشتركة (PCC)
هذه هي النقطة في الدائرة الكهربائية حيث يتم توصيل شبكة صغيرة بالشبكة الرئيسية. تسمى شبكة الماكرو التي لا تحتوي على PCC شبكات صغيرة معزولة والتي عادة ما تكون موجودة في المواقع البعيدة (على سبيل المثال، المجتمعات النائية أو المواقع الصناعية البعيدة) حيث لا يكون التوصيل البيني مع الشبكة الرئيسية ممكنًا بسبب القيود التقنية أو الاقتصادية.

## مزايا وتحديات الشبكات الصغيرة

### مزايا
إن الشبكة المصغرة قادرة على العمل في أوضاع متصلة بالشبكة وقائمة بذاتها ومعالجة الانتقال بين الاثنين. في الوضع المتصل بالشبكة، يمكن توفير الخدمات الإضافية من خلال نشاط التداول بين الشبكة الصغيرة والشبكة الرئيسية. توجد مصادر دخل أخرى محتملة. في وضع الجزر، يجب أن تكون الطاقة الحقيقية والتفاعلية المتولدة داخل الشبكة الصغيرة، بما في ذلك تلك التي يوفرها نظام تخزين الطاقة، متوازنة مع طلب الأحمال المحلية. توفر شبكات الماكرو خيارًا لتحقيق التوازن بين الحاجة إلى تقليل انبعاثات الكربون مع الاستمرار في توفير طاقة كهربائية موثوقة في الفترات الزمنية التي لا تتوفر فيها مصادر الطاقة المتجددة. توفر شبكات الماكرو أيضًا الأمان من التعرض للصلابة من الطقس القاسي والكوارث الطبيعية من خلال عدم وجود أصول كبيرة وأميال من الأسلاك فوق الأرض والبنية التحتية الكهربائية الأخرى التي تحتاج إلى صيانتها أو إصلاحها بعد مثل هذه الأحداث.
قد تنتقل الشبكة الصغيرة بين هذين الوضعين بسبب الصيانة المجدولة أو جودة الطاقة المتدهورة أو النقص في الشبكة المضيفة أو الأعطال في الشبكة المحلية أو لأسباب اقتصادية. عن طريق تعديل تدفق الطاقة من خلال مكونات الشبكة الدقيقة، تسهل الشبكات الصغيرة تكامل الطاقة المتجددة، مثل الخلايا الكهروضوئية وطاقة الرياح وأجيال خلايا الوقود، دون الحاجة إلى إعادة تصميم نظام التوزيع الوطني. يمكن أيضًا دمج طرق التحسين الحديثة في نظام إدارة الطاقة بالشبكة المصغرة لتحسين الكفاءة والاقتصاد والمرونة.

### التحديات
تقدم Microgrids ودمج وحدات DER بشكل عام عددًا من التحديات التشغيلية التي يجب معالجتها في تصميم أنظمة التحكم والحماية، من أجل ضمان عدم تأثر المستويات الحالية من الموثوقية بشكل كبير، والفوائد المحتملة تم تسخير وحدات التوليد الموزع (DG) بالكامل. تنشأ بعض هذه التحديات من الافتراضات المطبقة عادةً على أنظمة التوزيع التقليدية التي لم تعد صالحة، في حين أن البعض الآخر هو نتيجة لقضايا الاستقرار التي كانت تُلاحظ سابقًا فقط على مستوى نظام النقل. تشمل أكثر التحديات ذات الصلة في حماية الشبكات الصغيرة والتحكم فيها ما يلي:
- تدفقات الطاقة ثنائية الاتجاه: يمكن أن يؤدي وجود وحدات التوليد الموزعة (DG) في الشبكة عند مستويات الجهد المنخفض إلى تدفقات عكسية للطاقة قد تؤدي إلى تعقيدات في تنسيق الحماية وأنماط تدفق الطاقة غير المرغوب فيها وتوزيع تيار الأعطال والتحكم في الجهد.[31]
- مشكلات الاستقرار: قد تؤدي التفاعلات بين نظام التحكم لوحدات DG إلى تذبذبات محلية، مما يتطلب تحليلًا شاملاً لاستقرار الاضطرابات الصغيرة. علاوة على ذلك، يمكن أن تؤدي أنشطة الانتقال بين أوضاع التشغيل المتصلة بالشبكة والانفصال عن الشبكة (القائمة بذاتها) في شبكة صغيرة إلى عدم استقرار عابر.[31][37] أظهرت الدراسات الحديثة أن واجهة الشبكة الدقيقة للتيار المباشر (DC) يمكن أن تؤدي إلى هيكل تحكم أبسط بشكل ملحوظ، وتوزيع أكثر كفاءة في استخدام الطاقة، وقدرة حمل أعلى للتيار لنفس تصنيفات الخط.[38][39]
- النمذجة: العديد من خصائص المخططات التقليدية مثل انتشار الظروف المتوازنة ثلاثية الطور، وخطوط النقل الاستقرائي في المقام الأول، وأحمال الطاقة الثابتة، لا تنطبق بالضرورة على الشبكات الصغيرة، وبالتالي، تحتاج النماذج إلى المراجعة.[31]
- القصور الذاتي المنخفض: تُظهر شبكات الماكرو خاصية القصور الذاتي المنخفضة التي تجعلها مختلفة عن أنظمة الطاقة السائبة، حيث يضمن عدد كبير من المولدات المتزامنة خمولًا كبيرًا نسبيًا. تكون هذه الظاهرة أكثر وضوحًا إذا كانت هناك نسبة كبيرة من وحدات DG ذات الواجهة الإلكترونية في الشبكة الدقيقة. يمكن أن يؤدي القصور الذاتي المنخفض في النظام إلى انحرافات شديدة في التردد في عملية وضع الجزيرة إذا لم يتم تنفيذ آلية تحكم مناسبة.[31] تعمل المولدات المتزامنة بنفس تردد الشبكة، مما يوفر تأثيرًا طبيعيًا للتخميد على التغيرات المفاجئة في التردد. المحولات المزامنة هي محولات تحاكي المولدات المتزامنة لتوفير التحكم في التردد. تشمل الخيارات الأخرى التحكم في تخزين طاقة البطارية أو دولاب الموازنة لموازنة التردد.[40]
- عدم اليقين: يتضمن تشغيل الشبكات الصغيرة معالجة قدر كبير من عدم اليقين، وهو أمر يعتمد عليه التشغيل الاقتصادي والموثوق للشبكات الصغيرة. يعد ملف تعريف الحمل والطقس شكلين من عوامل عدم اليقين التي تجعل هذا التنسيق أكثر صعوبة في الشبكات الصغيرة المعزولة، حيث يتطلب التوازن بين العرض والطلب الحرج ومعدلات فشل المكونات الأعلى عادةً حل مشكلة مقترنة بقوة على مدى أفق زمني طويل. إن عدم اليقين هذا أعلى من تلك الموجودة في أنظمة الطاقة السائبة، بسبب انخفاض عدد الأحمال والاختلافات شديدة الارتباط لموارد الطاقة المتاحة (تأثير المتوسط محدود للغاية).[31]

### أدوات النمذجة
لتخطيط وتركيب الشبكات الصغيرة بشكل صحيح، هناك حاجة إلى النمذجة الهندسية. توجد أدوات محاكاة وأدوات تحسين متعددة لنمذجة التأثيرات الاقتصادية والكهربائية للشبكات الصغيرة. من أدوات التحسين الاقتصادي المستخدمة على نطاق واسع نموذج اعتماد العملاء لموارد الطاقة الموزعة (DER-CAM) من مختبر لورانس بيركلي الوطني. آخر هو Homer Energy، الذي صممه في الأصل المختبر الوطني للطاقة المتجددة. هناك أيضًا بعض أدوات تصميم تدفق الطاقة والكهرباء التي توجه مطوري الشبكات الصغيرة. صمم مختبر شمال غرب المحيط الهادئ الوطني أداة GridLAB-D المتاحة للجمهور، كما صمم معهد أبحاث الطاقة الكهربائية (EPRI) OpenDSS. الأداة الأوروبية التي يمكن استخدامها في محاكاة الطلب على الكهرباء والتبريد والتدفئة ومعالجة الحرارة هي EnergyPLAN من جامعة آلبورغ في الدنمارك. تم نشر أداة تخطيط الشبكة مفتوحة المصدر OnSSET للتحقيق في الشبكات الصغيرة باستخدام تحليل ثلاثي المستويات يبدأ بالأنماط الأصلية للتسوية (تمت دراسة الحالة باستخدام بوليفيا).

## تحكم بالشبكات الصغيرة

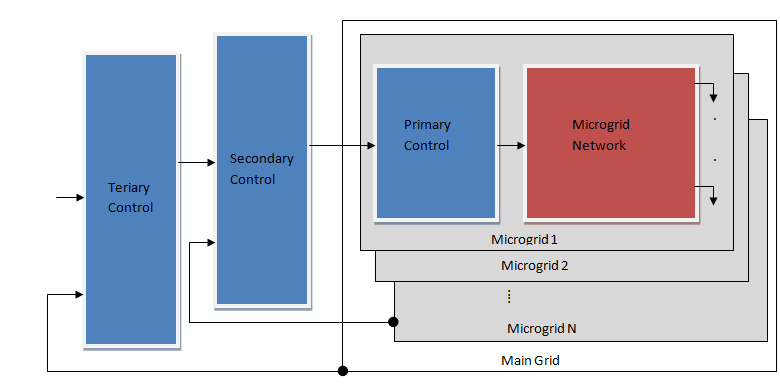
التحكم الهرمي

فيما يتعلق بهندسة التحكم في الشبكة الصغيرة، أو أي مشكلة التحكم، هناك طريقتان مختلفتان يمكن تحديدهما: المركزية واللامركزية. يعتمد التحكم المركزي بالكامل على قدر كبير من نفاذية المعلومات بين الوحدات المتضمنة قبل اتخاذ القرار في نقطة واحدة. التنفيذ صعب لأن أنظمة الطاقة المترابطة عادة ما تغطي مواقع جغرافية ممتدة وتتضمن عددًا هائلاً من الوحدات. من ناحية أخرى، في تحكم لامركزي بالكامل، يتم التحكم في كل وحدة بواسطة وحدة التحكم المحلية الخاصة بها دون معرفة حالة الآخرين. يمكن تحقيق حل وسط بين هذين الخطين المتطرفين للتحكم عن طريق مخطط تحكم هرمي يتكون من ثلاثة مستويات تحكم: أولية وثانوية وثالثية.

### التحكم الأساسي
تم تصميم عنصر التحكم الأساسي لتلبية المتطلبات التالية:
- لتحقيق الاستقرار في الجهد والتردد
- لتقديم إمكانية التوصيل والتشغيل لـ DERs ومشاركة القوة النشطة والمتفاعلة بينها بشكل صحيح، ويفضل، دون أي روابط اتصال
- للتخفيف من التيارات المتداولة التي يمكن أن تسبب ظاهرة التيار الزائد في الأجهزة الإلكترونية الكهربائية

يوفر عنصر التحكم الأساسي نقاط الضبط لوحدة تحكم أقل وهي حلقات التحكم في الجهد والتيار لـ DERs. يشار إلى حلقات (loops) التحكم الداخلية هذه عادةً باسم التحكم ذي المستوى الصفري.

### التحكم الثانوي
عادةً ما يكون التحكم الثانوي من ثوانٍ إلى دقائق وقت أخذ العينات (أي أبطأ من السابق) مما يبرر الديناميكيات المنفصلة لحلقات التحكم الأولية والثانوية ويسهل تصميماتها الفردية. يتم تحديد نقطة الضبط للتحكم الأولي عن طريق التحكم الثانوي، حيث تقوم، بصفتها وحدة تحكم مركزية، باستعادة جهد الشبكة الدقيقة والتردد وتعويض الانحرافات التي تسببها الاختلافات في الأحمال أو المصادر المتجددة. يمكن أيضًا تصميم التحكم الثانوي لتلبية متطلبات جودة القدرة، على سبيل المثال، موازنة الجهد في الحافلات الحرجة.

### السيطرة الثلاثية
التحكم الثلاثي هو مستوى التحكم الأخير (والأبطأ)، والذي يأخذ في الاعتبار المخاوف الاقتصادية في التشغيل الأمثل للشبكة الصغيرة (وقت أخذ العينات من دقائق إلى ساعات)، ويدير تدفق الطاقة بين الشبكة الصغيرة والشبكة الرئيسية. غالبًا ما يتضمن هذا المستوى التنبؤ بالطقس، وتعرفة الشبكة، والأحمال في الساعات أو اليوم التالي لتصميم خطة إرسال مولد تحقق وفورات اقتصادية. يمكن أن توفر التقنيات الأكثر تقدمًا أيضًا تحكمًا شاملاً في شبكة ميكروية باستخدام تقنيات التعلم الآلي مثل التعلم المعزز العميق.
في حالات الطوارئ مثل انقطاع التيار الكهربائي، يمكن للتحكم من الدرجة الثالثة إدارة مجموعة من الشبكات الصغيرة المترابطة لتشكيل ما يسمى «مجموعة الشبكات الصغيرة»، والتي تعمل كمحطة طاقة افتراضية لمواصلة تزويد الأحمال الحرجة. خلال هذه المواقف، يجب أن تختار وحدة التحكم المركزية إحدى الشبكات الصغيرة لتكون الركود (أي الرئيسي) والباقي كحافلات PV وتحميل وفقًا لخوارزمية محددة مسبقًا والظروف الحالية للنظام (أي الطلب والتوليد). في هذه الحالة، يجب أن يكون التحكم في الوقت الفعلي أو على الأقل بمعدل عينات مرتفع.

### IEEE 2030.7
إطار تحكم أقل تأثراً بالمرافق هو ذلك من معهد مهندسي الكهرباء والإلكترونيات، IEEE 2030.7. يعتمد المفهوم على 4 مجموعات: أ) التحكم في مستوى الجهاز (مثل التحكم في الجهد والتردد)، ب) التحكم في المنطقة المحلية (مثل اتصالات البيانات)، ج) التحكم الإشرافي (البرمجيات) (على سبيل المثال، تحسين الإرسال التطلعي لموارد التوليد والحمل)، ود) طبقات الشبكة (مثل الاتصال بالمرافق).

### التحكم الأولي
توجد مجموعة متنوعة من خوارزميات التحكم المعقدة، مما يجعل من الصعب على مستخدمي الشبكات الصغيرة ومستخدمي موارد الطاقة الموزعة (DER) تنفيذ إدارة الطاقة وأنظمة التحكم. قد تكون ترقيات الاتصالات وأنظمة معلومات البيانات باهظة الثمن. تحاول بعض المشاريع تبسيط وتقليل تكلفة التحكم عبر المنتجات الجاهزة (على سبيل المثال باستخدام Raspberry Pi).

## أمثلة

### حجة ولحج، اليمن
يستخدم مشروع برنامج الأمم المتحدة الإنمائي «تعزيز الصمود الريفي في اليمن» (ERRY) شبكات شمسية صغيرة مملوكة للمجتمع. يخفض تكاليف الطاقة إلى 2 سنت فقط للساعة (بينما تكلف الكهرباء المولدة بالديزل 42 سنتًا للساعة). فازت بجوائز أشدين للطاقة الإنسانية في عام 2020.

### إيل دي يو (Île d'Yeu)
تم إطلاق برنامج تجريبي لمدة عامين، يسمى Harmon’Yeu، في ربيع عام 2020 لربط 23 منزلاً في حي Ker Pissot والمناطق المحيطة بشبكة صغيرة تم تشغيلها تلقائيًا كشبكة ذكية مع برنامج من شركة إنجي. تم تركيب 64 لوحة شمسية بسعة قصوى تبلغ 23.7 كيلوواط في خمسة منازل وتم تركيب بطارية بسعة تخزين 15 كيلوواط ساعة في منزل واحد. ستة منازل تخزن الطاقة الشمسية الزائدة في سخانات المياه الخاصة بها. نظام ديناميكي يقسم الطاقة التي توفرها الألواح الشمسية وتخزينها في البطارية وسخانات الماء الساخن لنظام 23 منزلاً. يقوم برنامج الشبكة الذكية بتحديث العرض والطلب على الطاقة ديناميكيًا في فواصل زمنية مدتها 5 دقائق، ويقرر ما إذا كان سيتم سحب الطاقة من البطارية أو من الألواح ومتى يتم تخزينها في سخانات الماء الساخن. كان هذا البرنامج التجريبي أول مشروع من نوعه في فرنسا.

### ليس أنجليس، هايتي (Les Anglais, Haiti)
تم نشر شبكة صغيرة تتم إدارتها لاسلكيًا في ريف ليس أنجليس، هايتي. يتكون النظام من بنية ثلاثية المستويات مع خدمة مراقبة وتحكم قائمة على السحابة، وبنية تحتية محلية لبوابة مضمنة وشبكة متداخلة من العدادات الذكية اللاسلكية المنتشرة في 52 مبنى.
تمثل الخسارة غير الفنية (NTL) تحديًا كبيرًا عند توفير خدمة كهربائية موثوقة في البلدان النامية، حيث تمثل غالبًا 11-15 ٪ من إجمالي سعة التوليد. قامت محاكاة مكثفة تعتمد على البيانات في 72 يومًا من بيانات العداد اللاسلكي من 430 شبكة ميكروية منزلية منتشرة في ليس أنجليه بالتحقيق في كيفية التمييز بين NTL وإجمالي فقد الطاقة، مما يساعد في اكتشاف سرقة الطاقة.

### مبكيتوني، كينيا (Mpeketoni, Kenya)
تم إنشاء مشروع مبكيتوني للكهرباء، وهو نظام شبكة صغيرة يعمل بالديزل على مستوى المجتمع المحلي، في ريف كينيا بالقرب من مبكيتوني . نظرًا لتركيب هذه الشبكات الصغيرة، شهدت مبكيتوني نموًا كبيرًا في بنيتها التحتية. يتضمن هذا النمو زيادة الإنتاجية لكل عامل، بقيم من 100٪ إلى 200٪، وزيادة مستوى الدخل بنسبة 20-70٪ اعتمادًا على المنتج.

### مصنع نبيذ ستون إيدج فارم (Stone Edge Farm Winery)
توربين صغير، خلية وقود، بطارية متعددة، محلل كهربي للهيدروجين، ومصنع نبيذ PV في سونوما، كاليفورنيا.